# Morrens
Morrens es una comuna suiza del cantón de Vaud, situada en el distrito de Gros-de-Vaud. Limita al norte con la comuna de Assens, al noreste con Bretigny-sur-Morrens, al sureste con Cugy, al sur con Cheseaux-sur-Lausanne, al suroeste con Lausana, y al oeste con Etagnières.
La comuna formó parte hasta el 31 de diciembre de 2007 del distrito de Echallens, círculo de Bottens.